# Les Amazones (film)
Pour les articles homonymes, voir Les Amazones.
Pour plus de détails, voir Fiche technique et Distribution.
Les Amazones (Le guerriere dal seno nudo) est un film franco-hispano-italien réalisé par Terence Young, sorti en 1973.

## Synopsis
Antiope devient reine des Amazones, éliminant une par une dans un tournoi qui comprend divers tests toutes ses rivales, y compris sa sœur Orytheia, qu'elle bat lors de l'épreuve finale de la lutte. Antiope impose une discipline très rigide, de type féministe, qui ne permet les relations sexuelles avec les hommes que dans le but de se reproduire. Orytheia, avec ses partisanes, élabore un complot pour éliminer Antiope et prendre sa place sur le trône. Orytheia se faufile dans la chambre de sa sœur pour la tuer dans son sommeil, mais Antiope est alertée et prête à se défendre.
Les deux se défient ensuite dans un combat à mains nues et se battent longtemps au corps à corps pendant que la tempête fait rage à l'extérieur. Le combat se termine et Orytheia parvient à l'emporter. Mais, étonnamment, après la fureur du combat entre les deux Amazones, la passion explose. Alors les deux sœurs rivales s'entremêlent dans un nouveau corps à corps, cette fois érotique. Le lendemain matin, c'est la grande surprise du peuple des Amazones de voir Antiope et Orytheia non plus ennemies mais prêtes à gouverner ensemble.

## Fiche technique
- Titre original : Le guerriere dal seno nudo
- Titre français : Les Amazones
- Réalisation : Terence Young
- Scénario : Richard Aubrey, Arduino Maiuri, Robert Graves, Massimo De Rita, Serge de la Roche, Antonio Recoder, Charles Spaak, Luciano Vincenzoni et Terence Young
- Photographie : Aldo Tonti et Alejandro Ulloa
- Montage : Roger Dwyre
- Musique : Riz Ortolani
- Pays d'origine :  Italie -  France -  Espagne
- Format : couleur - 1,85:1 - Mono
- Genre : drame , aventures, action
- Durée : 105 minutes
- Date de sortie :
  - Italie : 1er mai 1974
  - France : 1er mai 1975
  - Espagne (Madrid) : 16 février 1976
  - Espagne (Barcelone) : 21 avril 1976

## Distribution
(Sauf indication contraire, les informations mentionnées sont issues de la base de données IMDb).
- Alena Johnston (VF : Michèle Bardollet) : Antiope
- Sabine Sun : Orytheia
- Rosanna Yanni : Penthésilée
- Malisa Longo : Leuthera
- Helga Liné : la grande prêtresse
- Luciana Paluzzi : Phèdre
- Angelo Infanti (VF : Dominique Paturel) : Thésée
- Fausto Tozzi (VF : René Arrieu) : le général
- Benito Stefanelli (VF : Claude Joseph) : le commandant
- Rayna Potok : Mélanippe
- Lucy Tiller : Alana
- Almut Berg (de) : Cynara
- Ángel del Pozo (es) (VF : Georges Riquier) : le capitaine
- Franco Borelli (de) (VF : Jean Roche) : Perithous
- Godela H. Meyer
- Claudine Albuquerque
- Anna Petocchi
- Véronique Floret
- Nathalie Plouvié
- Virginia Rhodes
- Ulrike Pesch

Amazones
- Anna Ardizzone (comme Anna Maria Ardizzone)
- Paola Arduini
- Zwonka Berus
- Isabelle de Blonay
- Marianne Bossuyt
- Catherine Busson
- Rita Calderoni
- Florence Cayrol (comme Claudie Perrin)
- Janette Ferrier
- Michele Gilet
- Lisa Halvorsen (comme Liz Halvorsen)
- Slavica Jeremić (en) (comme Slaviza Jeremic)
- Agnès Kalpagos
- Marina Macovez
- Jana Makerova
- Catherine Mallet
- Ilona Mollandin
- Walburg Nothdurft
- Zoriza Plausic
- Rosanne Ratcliffe
- Nadia Russeau (comme Nadia Rousseau)
- Édith Shock
- Ghislaine Vectol
- Nena Vokov
- Genie Woods (comme Genia Woods)

Non crédités
- Francesco D'Adda (en)
- Nestore Cavaricci (de) : Tribesman
- Dino Maiuri (it)
- Carla Mancini
- Massimo De Rita
- Serge de la Roche